# Übel Blatt
Клинок зла (яп. ユーベルブラット, Yūberu Buratto, Übel Blatt) — японська манґа, написана й ілюстрована Еторуджі Шіоно. Серіалізувалася в напівмісячному сейнен-журналі Young Gangan з грудня 2004 по 2009 рік, після чого була перенесена до Monthly Big Gangan, де продовжувалася до завершення у березні 2019 року. Її розділи були зібрані в 24 танкобони видавництвом Square Enix.
Історія Übel Blatt розгортається у середньовічному, фентезійному світі. Вона слідує за пригодами Коінцеля, який на вигляд здається лише напівлюдиною-дитиною з шрамом над лівим оком. Він прагне помсти тим, хто зрадив і вбив його, а тепер називає себе сімома героями землі.
Побічна історія під назвою Übel Blatt Gaiden була опублікована у Young Gangan Big у серпні 2011 року. Видавництво Yen Press розпочало випуск Übel Blatt у Північній Америці в жовтні 2014 року.
Сиквел-манґа під назвою Übel Blatt II: Лицарі померлого короля розпочала серіалізацію у Monthly Big Gangan у лютому 2024 року.
Аніме-серіал, створений студіями Satelight і Staple Entertainment, вийшов у січні 2025 року.

## Сюжет
Два десятиліття до подій манґи Коінцель (тоді відомий як Ашеріт) був молодим мечником, який отримав легендарний титул Blatt Meister або «Майстер Клинка» за свою надзвичайну майстерність у володінні мечем. Його обрав імператор Сзаалендену як одного з чотирнадцяти елітних воїнів для небезпечної місії — знищення зловісної нації Віштех. Віштех був грізним ворогом, озброєним потужною зброєю та темною магією.
Озброєні списами, благословенними самим імператором, ці чотирнадцять воїнів вирушили вглиб ворожої території. Під час походу троє з них загинули від небезпек цієї землі. Семеро з решти одинадцяти, налякані ризиками, покинули місію. Попри це, Ашеріт і ще троє, хто залишилися вірними наказу імператора, продовжили шлях і дивовижно досягли успіху, повернувшись переможцями.
Однак тоді сімох, які залишили місію, охопила заздрість. Вони напали на своїх товаришів і вбили їх. Повернувшись додому, вони збрехали імператору, стверджуючи, що четверо вбитих зрадили їх і, тільки знищивши їх, вони змогли завершити завдання. Таким чином, цих сімох проголосили героями й дали їм титул Семи Героїв, тоді як чотирьох, яких вони вбили, охрестили символами зради та назвали Списами Зрадників.
Таким чином, історія розповідає про подорож Ашеріта, який дивом пережив різанину і поклявся відрубати голови своїм зрадливим товаришам, які тепер стали могутніми шляхтичами та полководцями, прославленими народом як рятівники.

## Персонажі

### Головні герої
Коінцель (яп. ケインツェル, Keintseru, Köinzell)
Сейю: Юя Хіросе
Коінцель — це нове ім'я, яке взяв один із помилково охрещених Списів Зрадників, Ашеріт. У дитинстві він був сиротою, якого знайшов і усиновив мечник-коваль. Підлітком Коінцель навчався мистецтву володіння мечем під наставництвом пані Глеї, відомої майстрині меча. Він був надзвичайно обдарованим учнем і швидко опанував техніки школи. У перший день навчання він побачив техніку меча Чорне Крилo — одну з найскладніших і найдосконаліших форм школи. Хоча він не повністю її опанував, його здатність запам'ятовувати та аналізувати цю техніку показала його талант і відданість. Його потенціал як мечника був настільки великим, що він отримав титул Майстра Клинка — рідкісну й древню відзнаку для найвправніших воїнів. Цей титул свідчив про його майстерність та безмежну відданість мистецтву меча. Серед чотирнадцяти обраних, які мали нести списи імператора і закінчити війну з Віштехом, Коінцель був одним із чотирьох, хто успішно виконав завдання. Однак, їх зрадили й убили інші семеро, які пізніше стали відомі як Сім Героїв. Коінцель вижив після жахливого нападу, під час якого його найкращий друг Глен виколов йому ліве око, а тіло було розчленоване. У стані між життям і смертю він вижив, з'ївши фею, що дозволило йому регенерувати, але змішало його людську кров із кров'ю фей. Це надало йому зовнішність гібриду людини й феї з жіночими рисами обличчя, блідими волоссям і шкірою та червоними очима. Окрім майстерності традиційних технік меча, Коінцель має унікальну здатність створювати величезні чорні мечі-ланцюги зі свого правого зап'ястя. Це принесло йому репутацію найсильнішого мечника в історії імперії. Техніка Чорне Крило, одна з найскладніших і найпотужніших, також входить до його арсеналу. Коінцель зазвичай холодний, безжальний і навіть жорстокий, коли переслідує тих, хто його зрадив. Однак він може бути турботливим і часто наражає себе на ризик заради тих, кого вважає друзями чи підтримує через їхню справедливу мету. Попри мотиви помсти, у ньому залишилася сутність героя, яким він був до зради товаришів. Згодом, після викриття зради Глена, Коінцеля реабілітують і надають йому титул графа Імперії. Його сила залежить від двох місяців цього світу, і якщо він надто виснажений, то перетворюється на змарнілу фею-дитину, доки не відновиться.
Ат (яп. アト, Ato, Aht)
Сейю: Юі Канарі
Третя принцеса клану Кушарундо, Ат — молода дівчина-людина, яка одягається як чоловік, щоб воювати на передовій разом зі своїм братом Клато, якого вона дуже шанувала. Після того як Клато загинув від рук Коінцеля, коли його розум і тіло були змінені під впливом фальшивого Гюстава, перетворивши його на потворне чудовисько, Ат поклялася помститися, вбивши Коінцеля. Проте їй завжди бракувало майстерності у володінні мечем, щоб досягти своєї мети. Згодом вона визнала, що вчинок Коінцеля був актом милосердя, і почала його поважати. Вона прагнула отримати його схвалення та визнання, однак її надмірна безрозсудність часто призводила до небезпечних ситуацій. В одній із таких ситуацій Ат була смертельно поранена. Шокований її справжньою турботою про нього, Коінцель врятував її, давши їй свою кров. Це зцілило її й перетворило на гібрид людини та феї, хоча її зовнішність не включає ельфійських вух, як у Коінцеля.
Піпі (яп. ピーピ, Pīpi, Peepi)
Сейю: Хіна Тачібана
Молода ельфійка і єдина що вижила в селі Міруель-Міраель, яке було знищено. Вона безуспішно намагалася перетнути кордони, що розділяли Імперію та сусідні країни, контрабандою, але була спіймана й майже страчена. Коінцель, щоб врятувати її без кровопролиття, назвав її Піпі й заявив, що є її братом. Відтоді дівчину називають Піпі, а її справжнє ім'я поки невідоме. Будучи ще дуже молодою, вона схильна до сліз, але має значну внутрішню силу. Завдяки ельфійському походженню Піпі також виявила талант до магії закликань.
Геранпен (яп. ゲランペン, Gerampen, Geranpen)
Сейю: Кенічіроу Мацуда
Гігантський чоловік із грізною зовнішністю, який насправді є доброю людиною. Він був капітаном армії Білих Крил Штемвелеха, очолюваної молодим чоловіком на ім'я Паг, якого Геранпен називає «братом». Доброзичливий, але довірливий, він несвідомо допомагав Пагу збирати молодих жінок-біженок для експериментів Штемвелеха, вірячи, що допомагає переселити їх у нове село. Коли Геранпен знаходить створених Пагом неживих монстрів, він жахнувся. Спочатку він відмовлявся вірити, що Паг винен, але, побачивши його жахливі вчинки на власні очі, зрозумів, що був обманутий. Він допоміг Коінцелю покінчити з життям свого «брата». Геранпена вважали загиблим після знищення таємного лігва Штемвелеха, але він знову з'являється в Джуллас-Абласі, де з'ясовується, що він вижив завдяки паразиту з тіла Пага. Згодом він стає одним із головних бійців групи, використовуючи щупальця, які надає йому паразит. Однак іноді він демонструє жіночі реакції, ймовірно, через те, що всі попередні жертви паразита були дівчатами, перш ніж він прикріпився до Геранпена.

## Медіа

### Манґа
Написана та ілюстрована Еторуджі Шіоно, манґа Übel Blatt почала публікуватися в півмісячному журналі Young Gangan у грудні 2004 року. Вона повернулася після дворічної перерви в Monthly Big Gangan 24 грудня 2011 року. Манґа була завершена 25 березня 2019 року. Видавець Square Enix зібрав розділи в 24 томи танкобонів, починаючи з нульового тому випущеного 25 липня 2005 року та закінчуючи томом 23 випущеним 25 червня 2019 року.
Побічна історія під назвою Übel Blatt Gaiden була опублікована в Young Gangan Big 25 серпня 2011 року. У лютому 2014 року Yen Press оголосила, що отримала ліцензію на випуск Übel Blatt англійською мовою в Північній Америці. Вони опублікували серію у форматі омнібуса з двох томів в одному, причому том 0 (японські томи 0 і 1) вийшов у жовтні 2014 року, а останній (японські томи 22 і 23) 17 грудня 2019 року. Манґа була опублікована у Франції Кі-уном, який випустив нульовий том 24 травня 2007 року.
Продовження під назвою Übel Blatt II: The Knights of the Deceased King (яп. ユーベルブラットII 死せる王の騎士団, Yūberu Buratto II: Shiseru Ō no Kishidan) почалося в серіалі в Monthly Big Gangan у лютому 24, 2024. Його розділи зібрано в одному томі танкобону станом на 24 грудня 2024 року. Продовження опубліковано в цифровому вигляді в Північній Америці Square Enix через Manga Up! Глобальний.

### Аніме
Адаптацію у вигляді аніме-серіалу було анонсовано в Monthly Big Gangan 24 лютого 2024 року. Серіал виробляють Satelight і Staple Entertainment, а режисером є Такаші Наоя. Сценарії до серіалу контролює Тацуя Такахаші, асистентом режисера є Мацуо Асамі, дизайном персонажів займається Кійоші Татеїші, а музику пише Шун Наріта. Прем'єра відбулася 11 січня 2025 року на Tokyo MX та інших каналах. Він транслюється по всьому світу на Amazon Prime Video. Початкову тему «Zainin» (яп. 罪人) (Грішниця), виконує Garnidelia, а завершальну тему «Stella», виконує Хіна Тачібана.
| № серії | Назва серії | Режисер(и)     | Сценарист(и)   | Режисер(и) анімації | Оригінальна дата показу |
| ------- | --- | -------------- | -------------- | ------------------- | ----------------------- |
| 1       | «Durch bruch (Прорватися)» Транслітерація: «Durch bruch《Toppa》» (яп. Durch bruch《突破》)                                                       | Мацуо Асамі    | Тацуя Такахаші | Такаші Наоя         | 11 січня 2025           |
| 2       | «Unter Morgen Monde (Під ранковими місяцями)» Транслітерація: «Unter Morgen Monde《Zangetsu no Shita de》» (яп. Unter Morgen Monde《残月の下で》) | Мацуо Асамі    | Тацуя Такахаші | Такаші Наоя         | 18 січня 2025           |
| 3       | «Langer Regen (Довгий дощ)» Транслітерація: «Langer Regen《Nagai Ame》» (яп. Langer Regen《長い雨》)                                              | Мацуо Асамі    | Тецуя Ямада    | Кодзі Іваї          | 25 січня 2025           |
| 4       | «Коінцель» Транслітерація: «Köinzell《Keintseru》» (яп. Köinzell《ケインツェル》)                                                                 | Мацуо Асамі    | Тецуя Ямада    | Кодзі Іваї          | 1 лютого 2025           |
| 5       | «Die Burg vom Helden (Замок героя)» Транслітерація: «Die Burg vom Helden《Eiyū no Shiro》» (яп. Die Burg vom Helden《英雄の城》)                  | Рьо Накамура   | Тацуя Такахаші | Масайоші Нісіда     | 8 лютого 2025           |
| 6       | «Штемвелех» Транслітерація: «Schtemwölech《Shutemuverehi》» (яп. Schtemwölech《シュテムヴェレヒ》)                                                | Рьо Накамура   | Тацуя Такахаші | Масайоші Нісіда     | 15 лютого 2025          |
| 7       | «Der leere Sarg (Порожня домовина)» Транслітерація: «Der leere Sarg《Kara no Kan》» (яп. Der leere Sarg《空の棺》)                                | Такуя Савада   | Тацуя Такахаші | Такаші Наоя         | 22 лютого 2025          |
| 8       | «Der Heldmörder (Вбивця героїв)» Транслітерація: «Der Heldmörder《Eiyūgoroshi》» (яп. Der Heldmörder《英雄殺し》)                                 | Мацуо Асамі    | Тецуя Ямада    | Масайоші Нісіда     | 1 березня 2025          |
| 9       | «Junge Blätter (Молодий листок)» Транслітерація: «Junge Blätter《Wakaba》» (яп. Junge Blätter《若葉》)                                            | Мацуо Асамі    | Тецуя Ямада    | Масайоші Нісіда     | 8 березня 2025          |
| 10      | «Gegenangriff (Контратака)» Транслітерація: «Gegenangriff 《Hangeki》» (яп. Gegenangriff《反擊》)                                                 | Рьо Накамура   | Тацуя Такахаші | Кодзі Іваї          | 15 березня 2025         |
| 11      | «Gefühl zu... (З почуттям)» Транслітерація: «Gefühl zu...《Omoi no Saki ni》» (яп. Gefühl zu...《想いの先に》)                                    | Буде визначено | Буде визначено | Буде оголошено      | 22 березня 2025         |

## Оцінка та відгуки
Дванадцятий том серії продано 29 167 копій у перший тиждень після виходу тринадцятий — 28 574 копії, а сімнадцятий — 22 358 копій.
Ребека Сілверман з Anime News Network оцінювала перший англомовний омнібус манги на оцінку B, похваливши сюжет про помсту. Вона побачила схожість між минулим Коінцеля та Графом Монте-Крісто і зазначила, що другорядні персонажі піднімають теми расової нерівності та політичної корупції. Однак Сілверман звернула увагу на кілька «неприємних сексуальних моментів», зокрема згвалтування, і назвала задні плани посередніми.